# Prix de Jouy
Le prix de Jouy, de la fondation du même nom, est un ancien prix biennal de philosophie, créé en 1873 par l'Académie française et « décerné à un ouvrage soit d’observation, soit d'imagination, soit de critique, et ayant pour objet l'étude de mœurs actuelles ».

## Liste des lauréats
- 1875 : Alphonse Daudet pour Fromont jeune et Risler aîné, mœurs parisiennes
- 1877 : Louis Dépret (1837-1901) pour Comme nous sommes
- 1879 : Édouard Drumont pour Mon vieux Paris
- 1881 : Georges Ohnet pour Serge Panine
- 1883 : 
  - Didier de Chousy pour Ignis
  - Jeanne Mairet, dite aussi Mary Healy pour Marca
- 1885 : 
  - Léon Bernard-Derosne (1839-1910) pour Types et travers
  - Maurice Quatrelles L'Epine (1858-1933) pour Lettres à une honnête femme sur les événements contemporains
- 1887 : Henry de Pène pour Trop belle
- 1889 : Édouard Rod pour Le sens de la vie
- 1891 : Jean Carol (1848-1922) pour L’honneur est sauf
- 1893 : 
  - Philippe de Massa pour Zibeline
  - Paul Vigné d'Octon pour Le roman d’un timide
- 1895 : 
  - Roger Alexandre (1845-19..) pour Le musée de conversation
  - Brada pour Notes sur l’Angleterre
  - Adolphe Chenevière (1855-1917) pour Honneur de femme
- 1897 : 
  - George de Peyrebrune pour Vers l’amour
  - Charles de Rouvre pour À deux
  - Paul Guiraud pour Sa femme
- 1899 : 
  - Vicomte Maxime Brenier de Montmorand (185.?-1943) pour La société française contemporaine
  - Jeanne Loiseau pour Comédienne
- 1901 : Adolphe Brisson pour Portraits intimes
- 1903 : 
  - Paul Junka (1868-1942) pour Gracieuse
  - Henri Moreau pour L’un ou l’autre
- 1905 : 
  - Champol pour Sœur Alexandrine
  - Francis Chevassu (1861-1918) pour Visages
- 1907 : 
  - Pierre Mille pour Sur la vaste terre
  - Sémène Zemlak pour L’Impur
- 1909 : Benjamin Vallotton pour La famille Profit
- 1911 : 
  - Henri Davignon pour Le prix de la vie
  - Henry de Bouillane de Lacoste pour Autour de l’Afghanistan
- 1913 : 
  - Émile Henriot pour L’Instant et le Souvenir
  - Albert Le Boulicaut (1877-1920) pour Au pays des mystères
  - Jules Tussau pour Marïa
- 1915 : Guy de Cassagnac
- 1917 : 
  - Isabelle Kaiser pour La Vierge du lac
  - Léon Noël pour Louvain (891-1914)
- 1919 : 
  - Charles-Maurice Chenu (1886-1963) pour Totoche, prisonnier de guerre
  - Marguerite Comert pour Éros rédempteur
  - Robert Guillou (1887-1965) pour La Française dans ses quatre âges
- 1921 : Jean d'Esme pour Thi-Bâ, fille d’Annam
- 1923 : 
  - Emmanuel Bourcier (1880-1955) pour Paul, mon frère
  - Clotilde Chivas-Baron (1876-1956) pour Trois femmes annamites
  - A.-R. de Lens pour Le Harem entr’ouvert
- 1925 : Jules Bertaut pour Le Boulevard
- 1927 : Pierre Ladoué pour Vincent Tharoiseau
- 1929 : Henry de Forge pour Soi-même
- 1931 : Roland Charmy (1885-1959) pour Une vie plus belle
- 1933 : Paul Odinot (1884-1958) pour Géranium
- 1935 : 
  - Guy Chastel pour L'enfant et la lumière
  - Maurice Gasté (1859-1947) pour L'équipage du marquis de Chambray
- 1937 : Jean Guirec (1898-1988) pour La maison au bord du monde
- 1939 : Geneviève Dardel (1904-1977) pour Chausse-Lièvre ou l'Histoire d'une vieille maison savoyarde
- 1941 : Maurice Garçon
- 1943 : Mag. Vincelo pour La Varve à Dieu
- 1947 : Annette Vaillant pour Les châteaux de cartes
- 1949 : Alice Coléno pour Les portes d'ivoire
- 1951 : 
  - Pierre Demeuse pour Images de la Suède
  - Pierre Gentil (1919-2002) pour Remous du Mékong
- 1953 : Jan Pohu pour Miroirs de l’amour
- 1955 : Michel Boutron (1912-1979) pour Hans et Les Enfants du matin
- 1957 : Félix Bonafé (1922-1996) pour Rossini
- 1959 : Jean Marquiset (1885-1984) pour Le journal d’un juge
- 1967 : André Beauguitte pour Jeunesse ou déclin
- 1969 : 
  - Dr Max Beucher pour La psychanalyse est-elle nuisible ?
  - Alfred Colling pour La Bourse et ma vie
- 1975 : Louise Pépin pour Les psychologies du caractère
- 1985 : 
  - François-Bernard Michel pour Le souffle coupé, respirer et écrire
  - Guy Sorman pour La solution libérale
  - Évelyne Sullerot pour Pour le meilleur et sans le pire
- 1987 : 
  - Jean Cluzel pour Les anti-monarques de la Cinquième
  - Paul Marque pour L’Orient de la nuit